# Paul Junger Witt

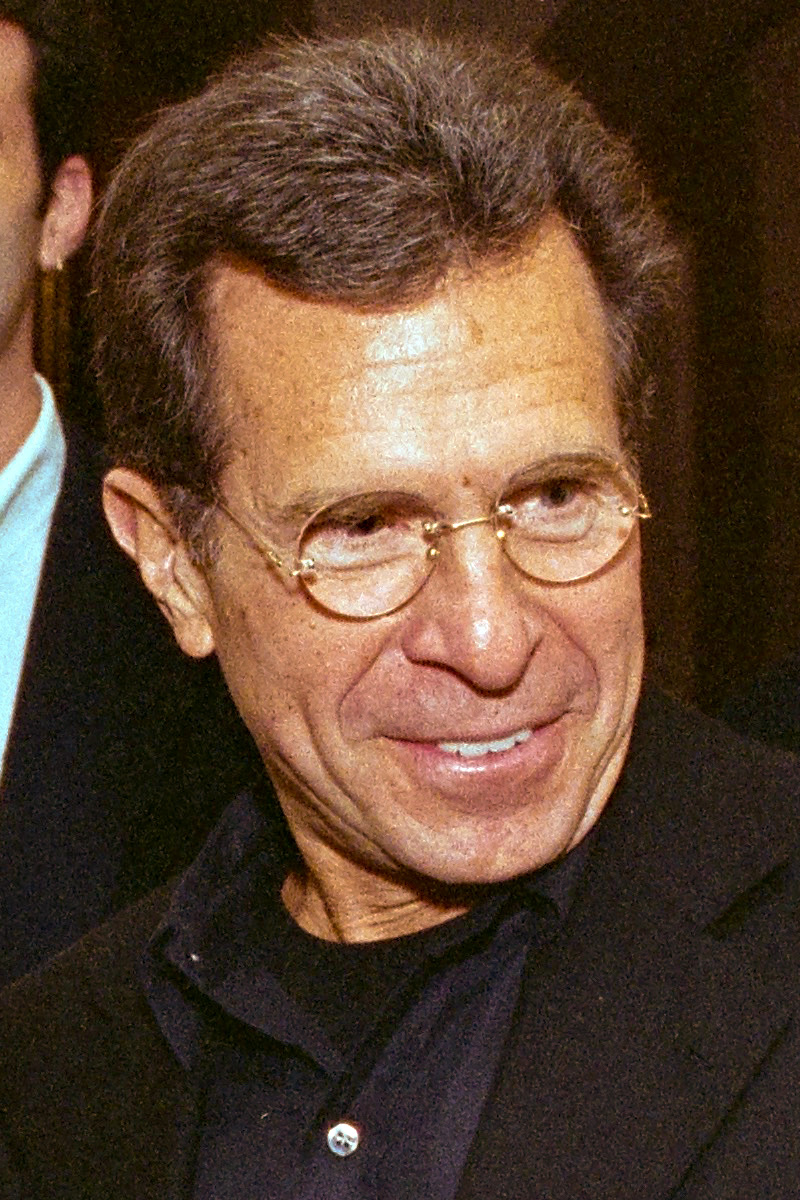
Paul Junger Witt (1999)

Paul Junger Witt (* 20. März 1941 in New York City; † 27. April 2018 in Los Angeles) war ein US-amerikanischer Filmproduzent.

## Leben
Paul Junger Witt studierte an der University of Virginia und begann seine Filmkarriere in der Postabteilung von Columbia Pictures. In nur sechs Monaten stieg er zum Regisseur und Produzenten auf. Einer seiner größten Erfolge, die Fernsehserie Soap – Trautes Heim, sorgte in den Vereinigten Staaten für einen Skandal. Es war die erste Serie, die eine offen homosexuelle Figur, gespielt von Billy Crystal, als Hauptrolle besetzte. Zu seinen Partnern gehörten meist Tony Thomas und seine zweite Frau Susan Harris.
Während seiner Karriere gewann er drei Emmys, davon zwei für Golden Girls zusammen mit anderen Produzenten und einen für Freunde bis in den Tod. Für Der Club der toten Dichter erhielt er 1990 einen British Academy Film Award und wurde zudem für den Oscar in der Kategorie Bester Film nominiert.

## Filmografie (Auswahl)
- 1972: Freunde bis in den Tod (Brian’s Song)
- 1977–1981: Soap – Trautes Heim (Soap)
- 1985–1992: Golden Girls
- 1987–1990: Die Schöne und das Biest (The Beauty and the Beast)
- 1990: Der Club der toten Dichter (Dead Poets Society)
- 1992: Eiskalte Leidenschaft (Final Analysis)
- 1994: Lifesavers – Die Lebensretter (Mixed Nuts)
- 1995–1997: Brüder (Brotherly Love)
- 1999: Three Kings – Es ist schön König zu sein (Three Kings)
- 2002: Insomnia – Schlaflos (Insomnia)
- 2011: A Better Life